# Tigon Studios
Tigon Studios és una empresa de videojocs, creada el 2002, que s'especialitza en videojocs que hi ha com a actor principal en Vin Diesel. L'estudi en si, va ser fundat per Vin Diesel.

## The Wheelman
The Wheelman és un videojoc que encara s'està creant. Hi ha un tràiler disponible en el que es mostra que el joc té un rol semblant a les pel·lícules de The Transporter, i de la saga de videojocs, Driver.
Altres videojocs anunciats per llançar-se:
- Secret Service
- Perrone: Raised on Honor
- Melkor, videojoc semblant a les novel·les de J.R.R. Tolkien a la Terra Mitjana. Segons el lloc web, Melkor té un estil influenciat per Dungeons & Dragons, Conan el Bàrbar i El Senyor dels Anells.
- Barca B.C., un videojoc d'estratègia en temps real que simula les batalles històriques d'Hannibal Barca.
- The Chronicles of Riddick: Escape from Butcher Bay
- The Chronicles of Riddick: Assault on Dark Athena
- Unnamed Chronicles of Riddick Sequel